# Bala (musikgrupp)
Bala är ett galicisk grunge/stonerrockband från A Coruña och Pontevedra som bildades 2014. Bandet är en duo bestående av Ánxela Baltar (gitarr, sång) och Violeta Mosquera (trummor, sång). På 14 september 2015 publicerade Bala sin första album, Human Flesh, på galicisk skivbolaget Matapadre. På 3 mars 2017 gav bandet ut Lume, på skivbolaget Matapadre också. Sin tredje album, Maleza, släpptes den 14 maj 2021 på den tyska skivbolaget Century Media Records.

## Diskografi

### Album
- 2015 – Human Flesh (Matapadre)
- 2017 – Lume (Matapadre)
- 2021 – Maleza (Century Media Records)